# Antoni Utrillo
Antoni Utrillo i Viadera (Barcelona, 1867 – 10 de octubre de 1944) fue un pintor formado en el estudio de Antonio Caba y después en la Escuela de Bellas Artes de la Lonja, de la que Caba era director. Fue becado por la Diputación de Barcelona en París (1886), donde trabajó en los talleres de los pintores Coutois y Louis Collin. En 1888 participó en la Exposición Universal de Barcelona. Partió de un simbolismo social; pero derivó hacia a un convencionalismo reflejado en muchos de sus retratos.
Fue cofundador y formó parte de la primera junta directiva, con Joan Llimona (pintor) y su hermano Josep Llimona (escultor), con Alexandre de Riquer, Dionisio Baixeras y otros, del Círculo Artístico de San Lucas (1893) y formó parte de la junta permanente de la Unió Catalanista (1898).
Se dedicó al cartel, a la ilustración y a la decoración mural. A partir de 1908, realizó varios viajes por Italia, Suiza, Alemania, Francia e Inglaterra. Después marchó a América y residió en la República Argentina, en Buenos Aires.
Al regresar (1916), la Primera Guerra Mundial impidió que aceptase la invitación para exponer su obra en Nueva York. El Presidente de la Mancomunidad de Cataluña, Prat de la Riba, le concedió la plaza de jefe de protocolo y al desaparecer esta institución, lo fue de la Diputación de Barcelona hasta 1926 y después, jefe de compras hasta su jubilación en 1936.
El 10 de octubre de 1944, Antoni Utrillo fallece en la clínica de Barcelona donde había sido operado de un cáncer de la garganta. No es fácil ver obras suyas originales expuestas, ya que la mayoría forman parte de colecciones particulares como la colección Trias Fargas entre otras.
No se debe confundir a Antoni Utrillo con Miquel Utrillo i Morlius, primo hermano suyo, muy amigo de Ramón Casas y de Santiago Rusiñol, con quienes convirtió Sitges en la capital del modernismo catalán, dirigiendo la construcción del museo Maricel (financiado por el millonario americano Charles Deering, amigo de Casas) y, además, inspiró y dirigió la realización del Pueblo Español de Barcelona. Tampoco hay que confundirle con el pintor francés Maurice Utrillo, hijo de la también pintora Suzanne Valadon, el cual debe su apellido a Miquel, quien lo ahijó en 1891 durante su estancia en París.

## Utrillo pintor

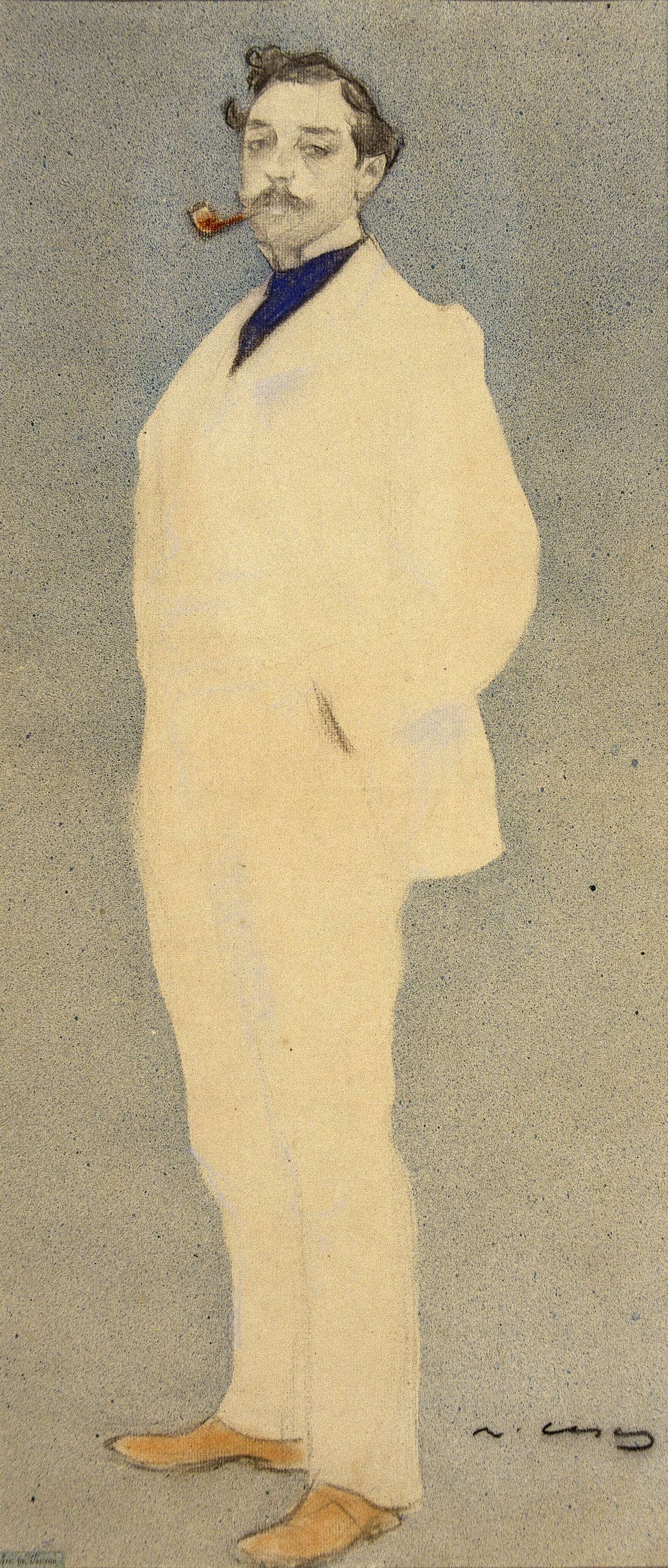
Utrillo visto por Ramón Casas (MNAC).

Antoni Utrillo destaca como pintor en cuatro facetas:
- La perfección vital de sus retratos, pues no en vano era discípulo de Antoni Caba, considerado el mejor retratista de la época. Entre ellos destacan los del compositor Amadeo Vives (Orfeón Catalán), el jurista Felipe Vergés (Galería de Catalanes Ilustres en el palacio de Requesens de Barcelona), el obispo de Vich Dr. José Torres i Bages, el fundador Hijos de la Sagrada Familia, José Manyanet, los Papas León XIII y Pío X (éste del natural), uno de Francisco Franco, pintado durante la guerra por encargo del general Juan Bautista Sánchez González (más tarde Capitán General de Cataluña), y muchos otros de parientes y amigos del artista, como el de gran tamaño de su hermana Sara (colección Eudaldo Pla).
- Pintor de temas religiosos como los cuadros de la Inmaculada Concepción, de la Sagrada Familia y de santos que pintó para sus hijas y otros miembros de su familia o el san Antonio de Padua que donó a su parroquia de entonces, la iglesia de los Josepets de Barcelona, y la Virgen que pintó para la iglesia de Calella de Palafrugell.
- Pintor de temas costumbristas con multitud de cuadros de floristas de las Ramblas de Barcelona, modistillas, jóvenes con bodegones de frutas, vendedoras de pescado, etc. Una característica destacada fue la delicadeza en el tratamiento de la figura femenina, lo que fue comentado muy favorablemente por los críticos de la época.
- Pintor de murales, algunos también religiosos, como los frescos de la iglesia de Mar del Plata, otros como los del Casino de la misma ciudad (ambos vigentes) y el plafón, con el tema del Consulado del Mar, del Salón de San Jorge del palacio de la Generalidad de Cataluña, cuando se replanteó su decoración que él dirigió, antes encargada al pintor uruguayo Joaquín Torres García.

## Utrillo ilustrador
En este aspecto, Antoni Utrillo desarrolló tres actividades similares:
- Una fue la ilustración de libros de todo tipo, especialmente de cuentos. Entre ellos se puede citar La Cançó a Tret de Mainada («La canción al alcance de los niños») o la revista Hispania.
- Otra actividad ilustradora fue el dibujo de historietas infantiles colaborando con las revistas La Barretina, El Neula, La Ilustració Llevantina, La Tradició Catalana y Cu-cut!.
- La tercera fue la producción de postales de todo tipo: turísticas y publicitarias, algunas incluso con versos que no redactaba él.

## Utrillo cartelista
Probablemente es ésta la actividad de Antoni Utrillo más valorada por los críticos del mundo del arte. Dedicado al cartelismo Art Nouveau, fundó y dirigió la litografía Utrillo & Rialp. Junto con Ramón Casas y Alexandre de Riquer, es considerado uno de los cartelistas catalanes más prolíficos. Además de crear él mismo una innumerable serie de carteles, en su litografía imprimió muchísimos carteles de otros artistas, especialmente de Ramón Casas y los del local modernista Els Quatre Gats.

## Utrillo decorador
Desarrolló una actividad importante como decorador de locales comerciales entre ellos la Granja Royal, las pastelerías Llibre y Serra y La Perla Mallorquina y la farmacia Pelayo, así como otros establecimientos como el Salón Doré, la American House, el Gran Hotel Oriente, el teatro Barcelona (para el que pintó una infinidad de telones publicitarios) y el frontis del anfiteatro del cine-teatro Kursaal. En 1927 decoró el palco n.º 21 del segundo piso del Gran Teatro del Liceo con temas de Aida, La valquiria y Carmen (desaparecido en el último incendio). Asimismo decoró varios estands de la Exposición Internacional de 1929 en Barcelona, entre ellos, el de Naipes de Viuda e Hijos de Heraclio Fournier, de Vitoria.